# Petrit Kozeli

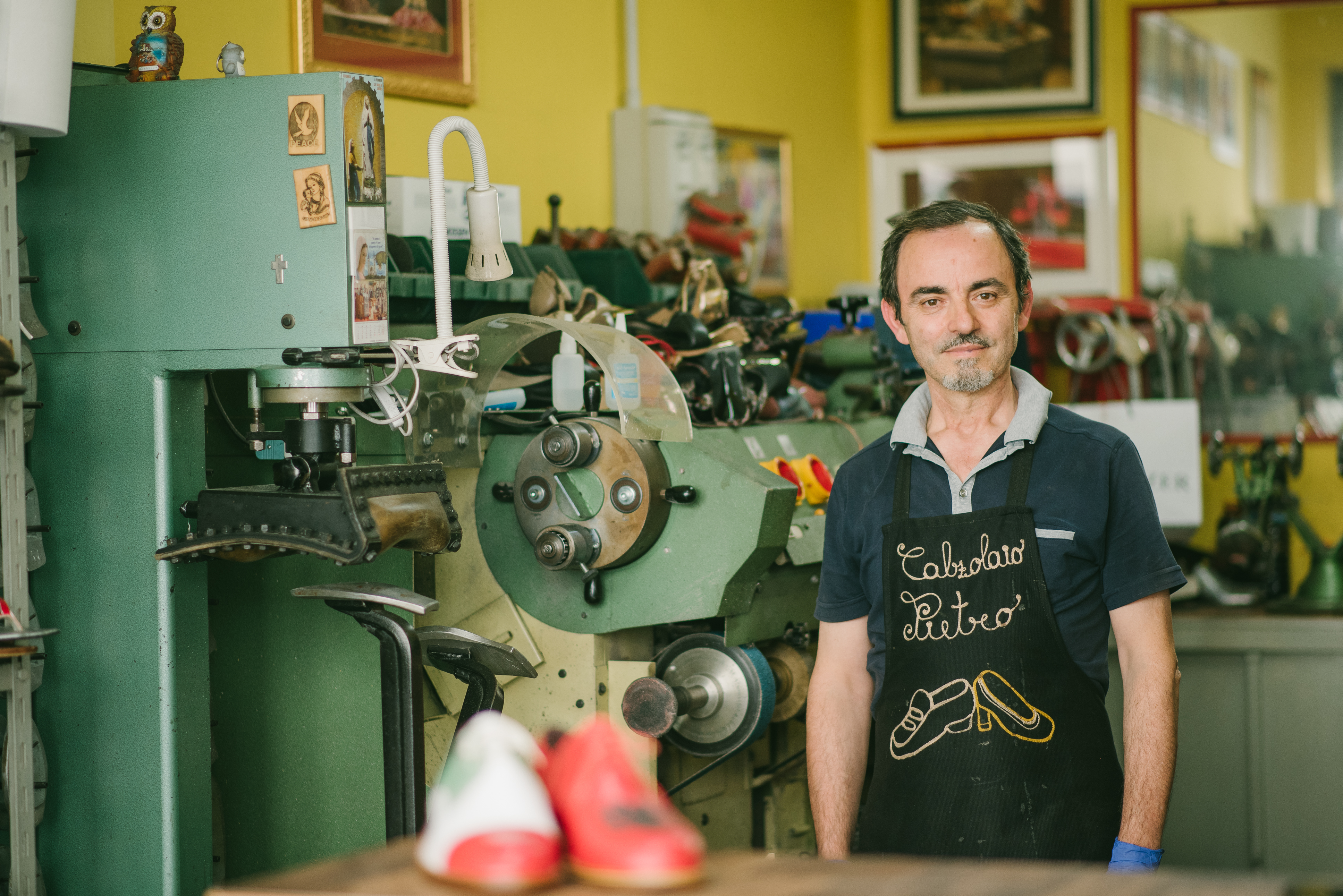
Petrit Kozeli

Petrit Kozeli (Tirana, 1º giugno 1962) è un fotografo e artigiano albanese naturalizzato italiano.

## Biografia
In Albania ha svolto la professione di fotografo. Tuttavia una grave forma di asma bronchiale contratta dal figlio ha costretto la famiglia Kozeli a trasferirsi, nel 1991, a Mantova, in Italia, per poter curare il figlio. Costretto a rimanere in Italia per le cure del figlio, Kozeli ha intrapreso la professione di calzolaio.

## Onorificenze e riconoscimenti

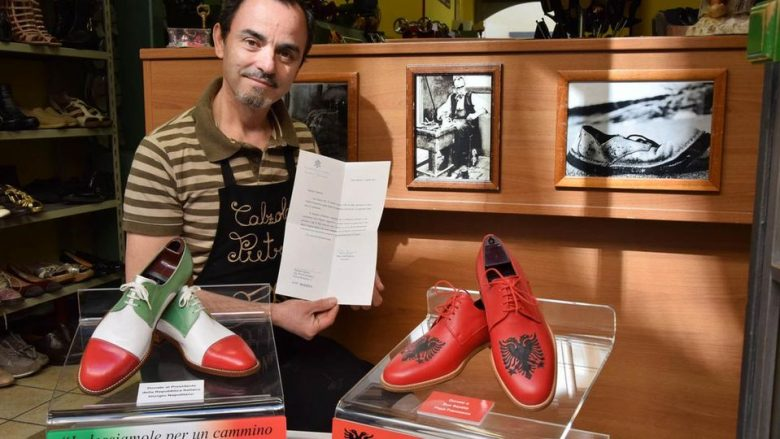
Le famose scarpe realizzate da Petrit

Nel corso degli anni, Petrit Kozeli ha ricevuto numerose onorificenze per il suo impegno a favore della pace e dell'integrazione culturale. È stato insignito del titolo di:
Il presidente della Repubblica italiano lo ha premiato per il suo “cammino di pace” e per l'impegno profuso nella comunità mantovana per avvicinare i popoli albanese e italiano. Questo cammino è stato evidenziato dalle scarpe che ha realizzato: un paio con i colori della bandiera italiana, donate al presidente della Repubblica Italiana, e un paio con la bandiera albanese, donate a Papa Francesco. Le copie delle scarpe, ancora oggi esposte nella vetrina del suo negozio, rappresentano per Kozeli l'idea di un cammino comune verso la pace tra i popoli.

## Impegno nel sociale
Kozeli è noto anche per il suo ruolo di mediatore culturale, non solo verso i suoi connazionali, ma anche le istituzioni albanesi, facilitando l'integrazione e promuovendo la cultura albanese in Italia. La sua attività è stata riconosciuta ufficialmente anche durante il Festivaletteratura di Mantova, dove il ministro della cultura albanese Elva Margariti e l'ambasciatrice albanese in Italia Anila Bitri gli hanno consegnato il premio di Ambasciatore della Nazione.